# Amy Sherman-Palladino
Pour les articles homonymes, voir Sherman et Palladino.
Amy Sherman-Palladino est une productrice, scénariste et réalisatrice américaine, née le 17 janvier 1966 à Los Angeles.
Elle est la créatrice des séries télévisées Gilmore Girls, Bunheads et Mme Maisel, femme fabuleuse.

## Biographie

### Gilmore Girls
C'est la créatrice de la série télévisée Gilmore Girls, diffusée aux États-Unis entre 2000 et 2006 sur the WB et the CW. Comédie dramatique de sept saisons, proposée en France par la chaîne câblée TF6, puis France 2 (dernières saisons diffusées la nuit). Des chaînes de la TNT l'ont proposée par la suite.
Mais ne parvenant pas à trouver un accord avec le diffuseur concernant les modalités du prolongement de ses fonctions de productrice délégué, elle quitte Gilmore Girls avant sa dernière saison, en mai 2005.
2016 annonce le retour de la série sur Netflix, à partir du 25 novembre. 4 épisodes de 90 minutes seront diffusés, en présence de tous les acteurs principaux.

### The Return of Jezebel James
Dès la rentrée suivante, elle lance The Return of Jezebel James, une sitcom pour FOX, menée par Parker Posey et Lauren Ambrose, qui vient d'achever le tournage de Six Feet Under. La série est néanmoins un échec critique et d'audience cuisant, et voit sa diffusion arrêtée au bout de 3 épisodes seulement, sur les 7 épisodes commandés.

### Bunheads
Après quelques projets non commandés pour HBO et the CW, elle finit par lancer une nouvelle série sur la chaîne câble ABC Family, qui vise une audience adolescente : Bunheads, programmée en juin 2012. L'actrice de théâtre Sutton Foster occupe le rôle principal, celui d'une danseuse trentenaire à la carrière ratée, qui se marie sur un coup de tête à un jeune provincial. Par un concours de circonstances, elle se retrouve à la tête d'une école de danse dans la ville natale de son époux.
Les dix premiers épisodes commandés recevant des audiences faibles, la chaîne ne commande que huit épisodes supplémentaires pour janvier 2013. Par ailleurs, restrictions budgétaires oblige, la créatrice est contrainte de limiter les apparitions de certains personnages.
Les audiences continuent à chuter, et la série est arrêtée, se concluant sur une fin ouverte.
En France, la série est proposée par la chaîne câblée OCS Go en avril et octobre 2013.

### MmeMaisel, femme fabuleuse
Mme Maisel, femme fabuleuse (The Marvelous Mrs. Maisel) est une série télévisée américaine créée par Amy Sherman-Palladino. La première saison est diffusée sur le service de streaming d'Amazon, l'épisode pilote est sorti le 17 mars 2017, les sept épisodes suivants le 29 novembre 2017.
La première saison se déroule en 1958 à New York, où l'on suit le parcours d'une femme, mère au foyer, qui découvre qu'elle a un talent pour la comédie stand-up.
La série obtient deux Golden Globes en janvier 2018, celui de meilleure série comique ou musicale et de la meilleure actrice dans une série comique ou musicale pour Rachel Brosnahan.

## Filmographie

### Comme scénariste et productrice
- 1989 : Roseanne
- 1997 : Over the Top (en)
- 1996 : Love and Marriage (en)
- 1997 : Les Dessous de Veronica (Veronica's Closet)
- 2000 : Gilmore Girls
- 2006 : The Return of Jezebel James
- 2012 : Bunheads

### Comme créatrice, productrice délégué, scénariste et réalisatrice
- 1996 : Love and Marriage (en)
- 2000 : Gilmore Girls
- 2006 : The Return of Jezebel James
- 2012 : Bunheads
- 2017 : Mme Maisel, femme fabuleuse (The Marvelous Mrs Maisel)